# دافي أوين
دافي أوين هو لاعب كرة قدم بلجيكي في مركز الدفاع، ولد في 17 يوليو 1975 في Bilzen ‏ في بلجيكا. شارك مع منتخب بلجيكا لكرة القدم. أما مع النوادي، فقد لعب مع لوميل يونايتد ونادي آيندهوفن ونادي جينك ونادي رويال أندرلخت ونادي سينت ترويدن ونوتينغهام فورست.

## وصلات خارجية
- دافي أوين على موقع الاتحاد البلجيكي (الإنجليزية)
- دافي أوين على موقع قاعدة بيانات كرة القدم.إي يو (الإنجليزية)
- دافي أوين على موقع ناشيونال فوتبول تيمز (الإنجليزية)